# 巻幡展男
巻幡 展男（まきはた のぶお、1930年2月6日 - ）は、日本の実業家。関西テレビ放送元社長。

## 経歴・人物
広島県因島市出身。1953年に大阪大学経済学部を卒業し、1958年に設立されて間もない関西テレビ放送に入社した。
1982年6月に取締役に就任し、1986年6月に常務、1990年6月に専務、1996年6月に副社長を経て、1997年6月に社長に就任した。2001年6月には2003年に地上デジタル放送の開始に見据えて、社長の座を出馬迪男に譲る形で、自身は副会長に就任した。
阪急電鉄の監査役やフジテレビ取締役、近畿広島県人会会長なども歴任した。
2003年11月旭日中綬章受章。